# Cyclaspis munda
Cyclaspis munda är en kräftdjursart som beskrevs av Hale 1944. Cyclaspis munda ingår i släktet Cyclaspis och familjen Bodotriidae. Inga underarter finns listade i Catalogue of Life.